# STS-61
STS-61 (Space Transportation System-61) var Endeavours femte rumfærge-mission.
Opsendt 2. december 1993 og vendte tilbage den 13. december 1993.
Hovedformålet med missionen var at reparere Hubble-rumteleskopet der var sat i kredsløb på den tidligere STS-31 mission. Man overvejede om rumfærgen skulle nedtage Hubbleteleskopet for udskiftning af spejlet. Idéen strandede på at det ville blive for dyrt og at reservespejlene havde samme fejlagtige slibning.
Efterfølgende har der løbende været service missioner til hubble: STS-82, STS-103, STS-109 og den sidste hubble-mission med rumfærgerne er STS-125 planlagt i sommeren 2008.

## Besætning
- Richard Covey (kaptajn)
- Kenneth Bowersox (pilot)
- Kathryn Thornton (1. missionsspecialist)
- Claude Nicollier (2. missionsspecialist) ESA
- Jeffrey Hoffman (3. missionsspecialist)
- Story Musgrave (4. missionsspecialist / Payload Commander)
- Thomas Akers (5. missionsspecialist)

## Arbejder på Hubble
- For at rette op på Hubbles perfekt fejlslebne spejl installerede man Corrective Optics Space Telescope Axial Replacement (COSTAR). COSTAR har fem sæt spejle til at korrigere for hovedspejlet og fik Hubbles instrumenter til at kunne udføre de planlagte opgaver. Desværre er COSTAR stor som en telefonboks og man måtte ofre instrumentet High Speed Photometer (HSP). HSP var mindst påvirket af fejlslibningen og havde derfor nået at fuldføre en del af sine observationer i løbet af de tre år, Hubble havde været i kredsløb.
- Wide-Field Planetary Camera (WFPC) blev afløst af Wide-Field Planetary Camera 2 (WFPC2) der internt korrigerede for det forkert slebne spejl.
- Hubbles DF-224 computer blev opgraderet med en ny Intel 80387 coprocessor.
- For at kunne dreje Hubble mod diverse objekter og for at kunne fastholde teleskopet mod disse har Hubble fire svinghjul. Til at kontrollere bevægelsen har Hubble seks gyroskoper der altid peger i samme retninger som reference. Tre gyroskoper bruges ad gangen og tre er i reserve. De roterer med 19.200 o/min og slides med tiden. Fire af de seks gyroskoper opførte sig upålideligt og blev udskiftet.
- De to solcellepaneler blev udskiftet med nye solcellepaneler Solar Arrays 2 (SA2). De gamle solcellepaneler kunne ikke tåle temperaturskiftene ved overgangen mellem lys og mørke 32 gange i døgnet. De var designet til satellitter i synkronbanen der konstant bades i sollys. Hver panel på 2,6 × 7,1 m bestod af 2.438 celler og havde et system der dæmpede vibrationerne ved temperaturskiftene.
- Hubble-teleskopet kredser rundt i termosfæren og nedbremses ganske langsomt af den ekstremt tynde luft. Endeavour steg op til 570 km mens Hubble var koblet til rumfærgen. Da Hubble ikke har nogen raketmotor er denne procedure nødvendig.

- Story Musgrave og Jeffrey Hoffman reparerer Hubble-rumteleskopet.
- Hubbles optik opgraderes.
- Før og Efter billeder.

Hovedartikler: